# Edward McDonnell (Produzent)
Edward L. McDonnell (* 20. Jahrhundert) ist ein US-amerikanischer Filmproduzent.

## Biografie
McDonnell arbeitete zunächst als Investmentbanker bei Lehman Brothers, war dort aber unzufrieden. In den 1980er Jahren kam er zum Filmgeschäft als Produktions-Assistent. Schließlich wurde er von Jeffrey Katzenberg entdeckt.
In den 1990er Jahren begann er mit eigenen Filmproduktionen, wie Three Kings – Es ist schön König zu sein (1999). 2004 wurde er Geschäftsführer bei Maple Shade Films. Er wurde vor allem für die Filme Catwoman (2004), Prisoners (2013) und Sicario (2015) bekannt. für letzteren wurde er für einen Producers Guild of America Award nominiert.

## Filmografie (Auswahl)
- 1994: Auf brennendem Eis (On Deadly Ground)
- 1995: Alarmstufe: Rot 2 (Under Siege 2: Dark Territory)
- 1999: Three Kings – Es ist schön König zu sein (Three Kings)
- 2001: Original Sin
- 2002: Nur mit Dir – A Walk to Remember (A Walk to Remember)
- 2002: Insomnia – Schlaflos (Insomnia)
- 2003: Shanghai Knights
- 2004: Catwoman
- 2005: Im Rennstall ist das Zebra los! (Racing Stripes)
- 2008: Eagle Eye – Außer Kontrolle (Eagle Eye)
- 2013: Prisoners
- 2015: Sicario
- 2018: Sicario 2 (Sicario: Day of the Soldado)